# 张廷谔故居
张廷谔故居是原天津市市长张廷谔在天津的旧居，张廷谔于1934年和1945年两次就任天津市市长时居住在这里，该建筑坐落于当时的天津意租界二马路38号至40号（今河北区民主道33号至35号），目前为河北区重点文物保护单位和一般保护等级历史风貌建筑。

## 建筑风格
张廷谔故居始建于民国时期，位于原天津意租界，该建筑总面积为540平方米，为二层砖木结构楼房带后楼和半地下室，顶部前后为坡顶，上面设有老虎窗，建筑主门厅朝南面，上面设有阳台，建筑的外立面为仿砌基石筑法。建筑内部设有房屋三十余间，其中，一楼为会客厅，二楼为居室和卫生间等。